# Georges de Selve

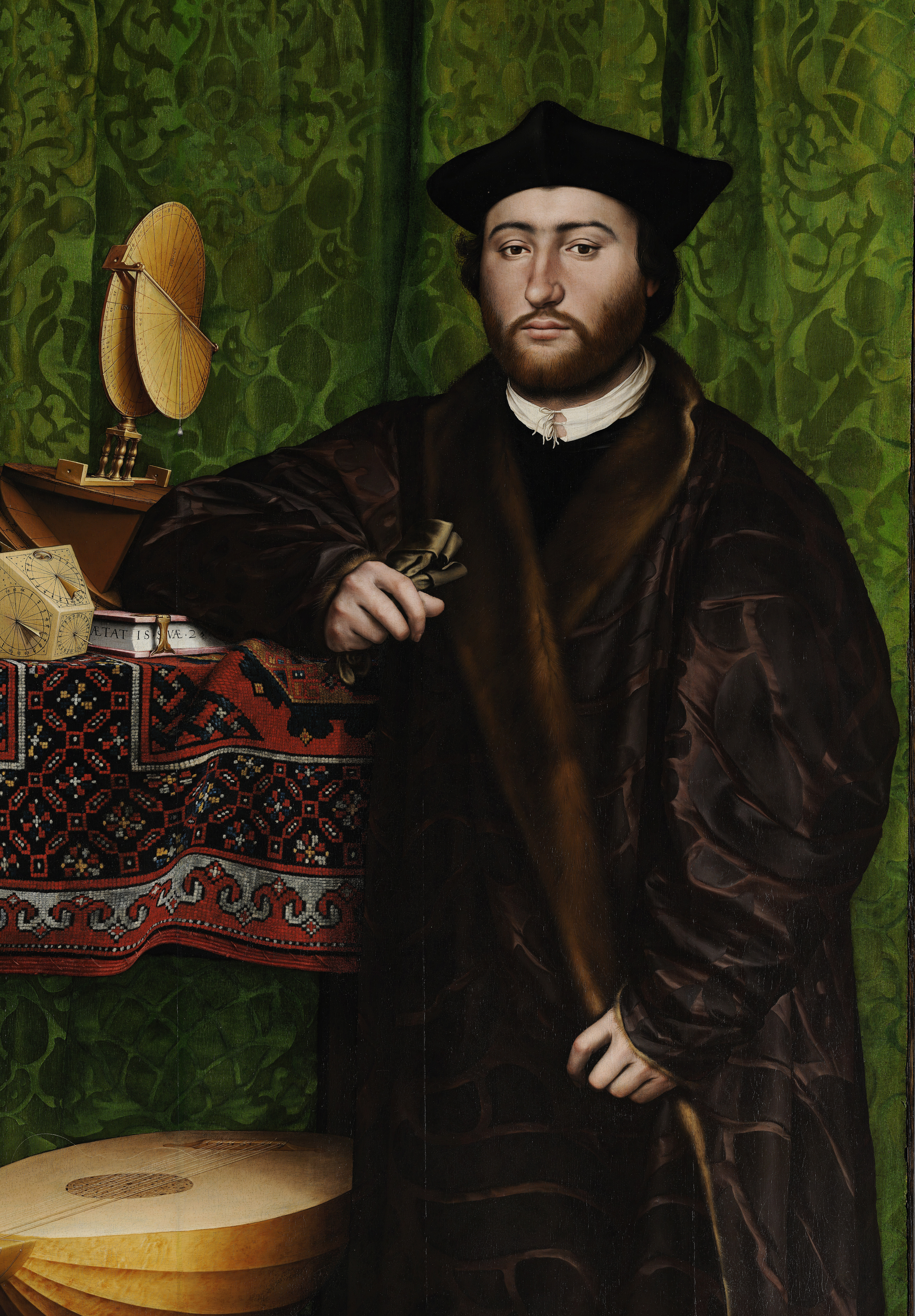
Georges de Selve, Ausschnitt aus dem Gemälde Die Gesandten (1533) von Hans Holbein

Georges de Selve, auch Georges de Selves (* 1508; † 12. April 1541 in Lavaur), war ein französischer Bischof, Gesandter, Botschafter, Humanist und Übersetzer. Von 1528 bis 1541 war er Bischof von Lavaur. 1533 ging er als Gesandter nach England, war von 1535 bis 1536 Botschafter in der Republik Venedig und vertrat Frankreich beim Vatikan, in Deutschland und Spanien. Er wurde von Hans Holbein auf dessen Gemälde Die Gesandten porträtiert.

## Familie
Georges de Selve stammt aus einem alten Kaufmannsgeschlecht und ist der Sohn von Jean de Selve (* 17. April 1475 in Tulle; † 10. Dezember 1529 in Paris), dem Herrn von Crosmières, Villiers le Châtel, einiger weiterer Besitztümer, sowie der Cécile de Buxy († 10. Januar 1530). Die Familie erlebte im späten 15. Jahrhundert einen raschen sozialen Aufstieg, wurde geadelt und gehörte damit zu einer neuen Schicht am königlichen Hof, auf die der Erb-Adel zunächst argwöhnisch herabblickte. Die Vorfahren waren Kaufleute aus dem Limousin, der Vater Jean studierte an der Universität Toulouse Rechtswissenschaft, wurde zunächst Berater des örtlichen Parlements und war ab 1505 einer von vier Présidents der Kämmerei in der Normandie. Zwei Jahre später brachte er es zum Vorsitzenden des Gremiums und erregte die Aufmerksamkeit von König Ludwig XII. 1514 vermittelte Jean auf einer diplomatischen Mission in England die Hochzeit zwischen Ludwig XII. und Mary Tudor, einer Schwester von Heinrich VIII. Nach dem frühen Tod Ludwigs machte dessen Nachfolger Franz I. Jean de Selve zunächst zum Sonderbotschafter in England, ernannte ihn aber schon 1515 zum Premier Président von Bordeaux. Nach der Eroberung von Mailand durch die französischen Truppen im Herbst desselben Jahres wurde Jean de Selve dort Vizekanzler. 1520 übernahm er als Premier Président von Paris den höchsten „parlamentarischen“ Posten in der damaligen öffentlichen Verwaltung Frankreichs.
Jean de Selve sorgte dafür, dass all seine Söhne zügig Karriere machten. Der älteste, Lazare (* 1503), übernahm die Ländereien. Odet, der Zweitgeborene, studierte Zivilrecht und wurde Anwalt beim Parlament von Paris (1540–1542) und beim Grand Conseil (1542–1546). Im Auftrag von Franz I. und dessen Nachfolger Heinrich II. ging er als Botschafter nach England, Venedig und Rom. Der 1508 oder 1509 geborene Sohn Georges war für eine kirchliche Laufbahn vorgesehen.

## Leben

### Ausbildung
Georges studierte zunächst bei Pierre Danès Altgriechisch und Latein. Danès wurde später einer der ersten Professoren am Collège de France. Die kirchliche Laufbahn begann Georges als clerc tonsuré (geistlicher Angestellter) in Rouen. Mit knapp sechzehn Jahren wurde er nach seiner Ernennung zum Apostolischen Protonotar am 12. September 1522 Domherr der Kathedrale von Chartres und drei Monate später, im November 1522, Propst in Auvers. Am 28. Januar 1527 wechselte er in dieser Funktion nach St. Philibert de Noirmoutier. Am 23. März 1528, etwa 21 Jahre alt, übernahm er die Diözese Luzon und wurde Bischof von Lavaur/Tarn, ein Amt, das er bis zu seinem Tod ausübte. Möglicherweise war dieser Posten eine Belohnung für die Verdienste des Vaters Jean bei den Verhandlungen des Friedens von Madrid (14. Januar 1526). Durch das Konkordat von Bologna (1516) hatte König Franz I. freie Hand bei der Vergabe von Kirchenämtern und nutzte diesen Spielraum weidlich, um Abhängigkeiten zu schaffen und Freundschaften zu pflegen. Tatsächlich ausüben konnte Georges das Bischofsamt allerdings erst mit Vollendung des 27. Lebensjahrs, wie es das Kirchenrecht vorsah (heute beträgt das kanonische Alter für einen Bischof 35 Jahre). In theologischen Fragen schloss sich Georges der gemäßigt-reformerischen Lehrmeinung von Jacques Lefèvre d’Étaples an, der sein Psalterium David (1524) Georges widmete und vergleichsweise offen war für die Anliegen der Protestanten.

### Diplomatische Karriere
Seine diplomatische Karriere im Dienst des französischen Königs und der mit ihm verbündeten katholischen Kirche begann 1529 mit einer Teilnahme am 2. Reichstag zu Speyer (15. März bis 22. April), wo Selve die Protestanten in einer viel beachteten Rede aufforderte, zum katholischen Glauben zurückzukehren. 1533 ging er in einer Geheimmission nach England, vom 20. Januar 1535 bis 18. Juni 1536 war er französischer Botschafter in der Republik Venedig, wechselte 1536 an den Vatikan nach Rom, 1539 nach Deutschland, im April 1540 nach Wien und später nach Spanien.
In Venedig wusste de Selve das schwierige diplomatische Gleichgewicht zwischen den Großmächten Habsburg (Kaiser Karl V.) und dem Osmanischen Reich, das mit Frankreich paktierte, zu halten. Während seines römischen Aufenthalts bereitete de Selve u. a. den Waffenstillstand von Nizza (1538) vor, bei dem Frankreich und Karl V., vermittelt durch den Papst, ihre Feindseligkeiten für die Dauer von zehn Jahren beilegten und der Kaiser gleichzeitig mit der Republik Venedig und dem Vatikan eine Allianz gegen die Türken schloss. Als Fachmann im Umgang mit den habsburgischen Machtansprüchen war de Selves auch in Deutschland und Spanien tätig. Als Karl V. den Aufstand der Kaufleute von Gent (1539) niederringen musste und sein Heer durch Frankreich führen wollte, war de Selve als Botschafter am spanischen Hof in die Verhandlungen eingebunden.

### Schüler von Pierre Bunel
Es spricht für die Bildungsbeflissenheit de Selve, dass er im Februar 1534 den renommierten Humanisten und Latein-Kenner Pierre Bunel (Petrus Brunellus) in seine Dienste nahm, einen Gelehrten und Freigeist aus Toulouse, der seit 1529 in Padua und Venedig unterrichtete und dort die griechische und hebräische Sprache studierte. 1537 reiste Bunel im Gefolge von de Selve nach Rom und war von der dortigen Korruption so enttäuscht, dass er sich vorübergehend weigerte, lateinisch zu sprechen, also sich als Mensch von Bildung zu erkennen zu geben. 1538 begleitete er seinen Dienstherrn de Selve an dessen Bischofssitz Lavaur, widmete sich in der dortigen Abgeschiedenheit seinen Studien, wurde nach dem Tod seines Gönners von dessen Familie jedoch heftig angefeindet und musste in seine Heimatstadt Toulouse ausweichen. Georges de Selve nahm 1540 wegen einer ernsthaften Erkrankung seinen Abschied vom Staatsdienst, kehrte endgültig nach Lavaur zurück und wurde nach seinem frühen Tod am 12. April 1541 im Alter von nur 33 Jahren in der Kathedrale Saint-Alain dort beigesetzt.

### Plutarch-Übersetzer
Auf ausdrücklichen Wunsch des französischen Königs Franz I. begann de Selve 1530 mit der Übersetzung von Plutarchs Lebensbeschreibungen berühmter Männer, konnte jedoch vor seinem Tod nur acht Biografien bearbeiten (Themistokles, Camillus, Perikles, Coriolanus, Timoleon, Quintus Fabius Maximus Verrucosus, Lucius Aemilius Paullus Macedonicus und Alkibiades; im Druck erschienen posthum in 1. Auflage 1547 in Paris und in 2. Auflage 1548 in Lyon unter dem Titel Huit Vies des Hommes Illustres de Plutarque). Mit dem Humanisten, Philologen und Kardinal Pietro Bembo (1470–1547) verband de Selves ein regelmäßiger Briefwechsel.

### Humanistische Studien
In Venedig studierte de Selve als einer der wenigen Nicht-Juden beim deutschen Humanisten und Sprachwissenschaftler Elijah Levita, genannt Ashkenasi, (1469–1559) die hebräische Sprache. Ashkenasi musste sich für diese Lehrtätigkeit vor seinen Glaubensgenossen rechtfertigen und verteidigte sich mit dem Hinweis, er sei nach der Plünderung Roms 1527 mittellos und müsse die Aussteuer für seine Töchter verdienen. Zum Dank für dessen Bemühungen versuchte de Selve, seinem Lehrer eine Professur an der Pariser Sorbonne zu vermitteln, obwohl Juden der Aufenthalt in Frankreich offiziell verboten war. Levita soll das Angebot ausgeschlagen haben, um sich nicht noch weiter von seinen jüdischen Gelehrtenkollegen zu entfremden und weil er es für unwahrscheinlich hielt, als einziger Jude in Frankreich in der Lehre frei zu bleiben.

## Die Gesandtenvon Holbein
De Selve weilte im April/Mai 1533 in streng geheimer Mission in England, wohl um den Abfall der anglikanischen Kirche von Rom zu verhindern und mäßigend auf Heinrich VIII. einzuwirken. Dieser sollte seine Hochzeit mit Anne Boleyn nach Auffassung des französischen Hofs möglichst lange geheim halten, um Spielraum für Verhandlungen mit dem Vatikan zu gewinnen. Als liberaler Geist mit gewissen Sympathien für die Reformation schien de Selve für diese heikle Aufgabe besonders geeignet, der genaue Zweck seiner Reise bleibt aber spekulativ. In London besuchte er seinen Freund, den französischen Gesandten und hoch gebildeten Schöngeist Jean de Dinteville. Beide werden von Holbein als Melancholiker dargestellt, das damalige Alter von de Selve geht aus dem Schnitt des Buches hervor, auf das sich der Geistliche auf dem Bild stützt. Dort ist zu lesen: Aetatis suae 25 („sein Alter beträgt 25 Jahre“). Die kunsthistorischen Forschungen haben ergeben, dass die Szene taggenau auf Karfreitag, den 11. April 1533 datiert ist. Diskretion und Verschwiegenheit des Kirchenmanns werden in seiner Kleidung betont: Er trägt einen bodenlangen, mit Marderfell gefütterten, braunvioletten Prachtmantel, den er mit der linken Hand geschlossen hält.

## Werke
Neben seinen zuvor veröffentlichten Plutarch-Übersetzungen erschien posthum 1559 in Paris ein Band mit hinterlassenen Werken, Œuvres de feu révérend père en Dieu George de Selve, évêque de Lavaur, contenans un sermon, quelques exhortations, oraisons, contemplations, lettres, discours, sommaires de l'Escripture Saincte, moyen de faire et entretenir paix et deux remonstrances aux Alemans mit drei Traktaten, darunter pastorale Anweisungen zu Taufe und Konfirmation (Instructions pastorales pour le baptême et la confirmation), sowie moralische und politische Schriften (Traité sur les moyens de se procurer son bonheur dans ce monde et dans l’autre, suivant les différents postes ou l’on peut être appelé par son souverain und Traité sur les moyens d’établir une paix solide entre l’empereur d’Allemagne et le roi de France).